# バラトンフェニヴェシュ軽便線
バラトンフェニヴェシュ軽便線（ハンガリー語;Balatonfenyvesi Gazdasági Vasút）は、ハンガリー国鉄の鉄道線の名称である。路線番号は39。

## 運行形態
- バラトンフェニヴェシュ - ショモジセントパール
全て各駅停車。一日4往復の運行であるが、夏季には一日6往復運行する。[2]
2020年以前は、夏季に一日7往復運行していた。

- バラトンフェニヴェシュ - イムレマヨル - チスタフュルデー
一日4往復、2時間に1本の運行であるが、夏季には一日6往復運行する。
2021年7月1日に運行を開始（再開）した[3]。当初は一日3往復であったが、2022年度より4往復に増発された。

## 駅一覧
以下では、ハンガリー国鉄39号線の駅と営業キロ、停車列車、接続路線などを一覧表で示す。なお、全て各駅停車である。

### バラトンフェニヴェシュ - ショモジセントパール間
| 路線名 | 駅名                     | 駅間営業キロ | 累計営業キロ | 接続路線             | 所在地     | 所在地         |
| ------ | ------------------------ | ------------ | ------------ | -------------------- | ---------- | -------------- |
| 39     | バラトンフェニヴェシュ駅 | -            | 0            | 30号線               | ショモジ県 | フォニョード郡 |
| 39     | イムレマヨル駅           | 5            | 5            | チスタフュルデー方面 | ショモジ県 | フォニョード郡 |
| 39     | パールマヨル駅           | 5            | 10           |                      | ショモジ県 | フォニョード郡 |
| 39     | ショモジセントパール上駅 | 3            | 13           |                      | ショモジ県 | マルツァリ郡   |
| 39     | ショモジセントパール駅   | 1            | 14           |                      | ショモジ県 | マルツァリ郡   |

### イムレマヨル - チスタフュルデー間
| 路線名 | 駅名               | 駅間営業キロ | 累計営業キロ | 接続路線                             | 所在地     | 所在地         |
| ------ | ------------------ | ------------ | ------------ | ------------------------------------ | ---------- | -------------- |
| 39     | イムレマヨル駅     | -            | 0            | セントパール方面、フェニヴェシュ方面 | ショモジ県 | フォニョード郡 |
| 39     | チスタフュルデー駅 | 8            | 8            |                                      | ショモジ県 | フォニョード郡 |